# Platymitra arborea
Platymitra arborea (Blanco) P.J.A.Kessler – gatunek rośliny z rodziny flaszowcowatych (Annonaceae Juss.). Występuje endemicznie na Filipinach. 

## Morfologia
PokrójZimozielone drzewo dorastające do 40 m wysokości.
LiścieMają owalnie podłużny kształt. Mierzą 10–15 cm długości oraz 2–3 szerokości. Nasada liścia jest ostrokątna. Wierzchołek jest ostry.
KwiatySą zebrane w kwiatostanach bocznych. Są niepozorne. Mają żółtą barwę. Działki kielicha są krótki. Płatki są owłosione i osiągają do 6 mm długości.
OwoceZłożone z owoców o kształcie od prawie kulistego do elipsoidalnego. Mają brązową barwę. Są zdrewniałe. Osiągają 6–9 mm długości.

## Biologia i ekologia
Rośnie w wilgotnych lasach. Występuje na obszarach górskich. Kwitnie od października do marca, natomiast owoce pojawiają się od marca do sierpnia. 

## Zastosowanie
Wywar z owoców tego gatunku jest wykorzystywany lokalnie w leczeniu gorączki i braku miesiączki.